# Scinax funereus
Scinax funereus är en groddjursart som först beskrevs av Cope 1874.  Scinax funereus ingår i släktet Scinax och familjen lövgrodor. IUCN kategoriserar arten globalt som livskraftig. Inga underarter finns listade i Catalogue of Life.